# Cannaeorchis
Cannaeorchis es un género que tiene asignadas unas once especies de orquídeas epífitas. es originario de Nueva Caledonia.

## Taxonomía
Cannaeorchis es la primera sección Macrocladium Schltr. del género Dendrobium, promocionados a género por Clements y D.L.Jones en 1997. Fue publicado en Lasianthera 1: 132. 1997[1998].  La especie tipo es: Cannaeorchis fractiflexa (Finet) M.A.Clem. & D.L.Jones (1997 publ.1998)
Etimología
El nombre de Cannaeorchis proviene del latín canna (caña) y del griego orchis (orquídea), donde se refiere a los tallos como cañas de estas plantas.
El género cuenta actualmente con once especies. La especie tipo es Cannaeorchis fractiflexa.

## Especies
- Cannaeorchis atractoglossa (N.Hallé) M.A.Clem. & D.L.Jones (1997 publ.1998)
- Cannaeorchis cymatoleguum (Schltr.) M.A.Clem. & D.L.Jones (1997 publ.1998)
- Cannaeorchis delumbis (Kraenzl.) M.A.Clem. & D.L.Jones (1997 publ.1998)
- Cannaeorchis deplanchei (Rchb.f.) M.A.Clem. & D.L.Jones (1997 publ.1998)
- Cannaeorchis fractiflexa (Finet) M.A.Clem. & D.L.Jones (1997 publ.1998)
- Cannaeorchis megalorhiza (Kraenzl.) M.A.Clem. & D.L.Jones (1997 publ.1998)
- Cannaeorchis polycladium (Rchb.f.) M.A.Clem. & D.L.Jones (1997 publ.1998)
- Cannaeorchis sarcochilus (Finet) M.A.Clem. & D.L.Jones (1997 publ.1998)
- Cannaeorchis steatoglossa (Rchb.f.) M.A.Clem. & D.L.Jones (1997 publ.1998)
- Cannaeorchis vandifolia (Finet) M.A.Clem. & D.L.Jones (1997 publ.1998)
- Cannaeorchis verrucifera (Rchb.f.) M.A.Clem. & D.L.Jones (1997 publ.1998)